# 川崎郁美
川崎 郁美（かわさき いくみ、1980年1月1日 - ）は、日本のタレント・モデル。愛知県東海市出身。セントラルジャパン所属。

## 来歴・人物
- 短期大学在学中に、テレビ愛知主催のフリーマーケットイベント・マンモスフリーマーケットのCMモデルグランプリ（Vol.18）で受賞したのをきっかけに、モデル・タレント活動を開始する。その後、同じくテレビ愛知が製作する番組『遊びに行こっ!』にレギュラー出演し、中京圏を中心に知名度を上げた。
- インタビューでは、在住している東海市が大好きと宣言。「人込みが苦手なので名古屋へもあまり行かない」「有名になるつもりはない。東京は怖い」などと答えている[1]。『遊びに行こっ!』で共演していた二宮奈弓、海川ひとみらが積極的に東京へ進出していったのとは対照的である。2010年には東海市のふるさと大使にも任命されている[2]。
- 2006年10月27日、中部国際空港の1日応急手当隊長に就任した。
- 『遊びに行こっ!』の出演者紹介では、趣味は映画鑑賞とドライブ、特技はテニスとなっている。
- デビュー当時の所属事務所はマッシモだったが、2009年にセントラルジャパンに移籍している。
- 既婚者で2児の母親。結婚後に2年ほどアメリカに住んでいたことがある。
- 和服の着付けの資格を持っている。

## 出演

### テレビ番組
- 遊びに行こっ!（テレビ愛知、2000年10月-2004年9月）
- 海においでよ!（テレビ愛知、2002年10月-2005年3月）
- オイシイ!とこドリ（テレビ愛知、2003年4月-6月)
- テレビ愛知開局20周年記念特別番組 あかね空（テレビ愛知、2003年9月15日） - 居酒屋の娘役で出演。
- どですか!（メ～テレ、2005年10月-2010年3月） - 「ナゴヤまるわかり一週間」のコーナーに出演。
- おでかけ!パレット（東海テレビ） - 2006年3月12日放送分「春の桑名で遊ぼう」の回に出演。
- はままつトキメキ出逢い旅（2008年3月13日、静岡放送/テレビ愛知） -  引佐特集
- 黒沢年雄&笑福亭笑瓶『近場でお得!あったか湯めぐり2009』（2009年1月24日、メ～テレ） - 番組ガイド役
- 女神に願いを!伊勢志摩・女3人旅（2011年3月26日、テレビ愛知） - 当初の放送予定は3月12日だったが26日に延期。

### ラジオ番組
- 蔵本天外の奇跡はポケットに入っている（FM愛知、FM岩手、FM佐久平） - アシスタント
- Uny Oil presents FUN TIME CHITA!（Radio NEO、2019年1月12日 - 2020年6月27日）
- Uny Oil Presents Sunset Radio～Driving Together～（FM AICHI、2020年10月4日 -）

### CM
- マンモスフリーマーケット（テレビ愛知、2000年）
- ちょきんぎょ（JAバンクあいち、2001年）
- スペースシャトルファーベッド（丸八真綿、2003年）
- 携帯電話（エイデン、2004年）
- サマーキャンペーン（au中部、2005年）
- 雪コンしよう。雪婚しよう。（アルペン、2011年）

### イメージキャラクター
- メルコ・BUFFALO（2002年?-2005年）
- 財団法人 民俗衣装文化普及協会 春の特別講座（2010年）